# Україна на Чемпіонаті світу з легкої атлетики 2025
Україна на Чемпіонаті світу з легкої атлетики 2025, що відбудеться з 13 по 21 вересня у Токіо, буде представлена командою в затвердженому Федерацією легкої атлетики України складі.

## Призери
| Дисципліна | Призер(ка)  | Медаль | Дата |
| ---------- | ----------- | ------ | ---- |
| [[]]       | [[\|]] [[]] | 1      |      |
| [[]]       | [[\|]] [[]] | 2      |      |
| [[]]       | [[\|]] [[]] | 3      |      |

## Результати

### Чоловіки

#### Бігові дисципліни
| Дисципліна        | Атлет                               | SB перед чемпіонатом | Забіг | Забіг | Півфінал | Півфінал | Фінал | Фінал |
| Час               | Місце                               | Час                  | Місце | Час   | Місце    |          |       |       |
| ----------------- | ----------------------------------- | -------------------- | ----- | ----- | -------- | -------- | ----- | ----- |
| Біг на 400 метрів | Олександр Погорілко Сумська область | 44,81 NR             |       |       |          |          |       |       |

#### Спортивна ходьба
| Дисципліна                        | Атлет                        | SB перед чемпіонатом | Результат | Результат |
| Час                               | Місце                        |                      |           |           |
| --------------------------------- | ---------------------------- | -------------------- | --------- | --------- |
| Спортивна ходьба на 20 кілометрів | Микола Рущак Сумська область | 1:18.50 PB           |           |           |

#### Технічні дисципліни
| Дисципліна       | Атлет                                  | SB перед чемпіонатом | Кваліфікація | Кваліфікація | Фінал | Фінал |
| Результат        | Місце                                  | Результат            | Місце        |              |       |       |
| ---------------- | -------------------------------------- | -------------------- | ------------ | ------------ | ----- | ----- |
| Стрибки у висоту | Олег Дорощук Кіровоградська область    | 2,34 PB              |              |              |       |       |
| Метання молота   | Михайло Кохан Дніпропетровська область | 81,66                |              |              |       |       |

### Жінки

#### Спортивна ходьба
| Дисципліна                             | Атлетка                                | SB перед чемпіонатом | Результат | Результат |
| Час                                    | Місце                                  |                      |           |           |
| -------------------------------------- | -------------------------------------- | -------------------- | --------- | --------- |
| Спортивна ходьба на 20 кілометрів      | Людмила Оляновська Київська область    | 1:27.56              |           |           |
| Ганна Шевчук Івано-Франківська область | 1:28.37                                |                      |           |           |
| Спортивна ходьба на 35 кілометрів      | Ганна Шевчук Івано-Франківська область | 2:42.41 NR           |           |           |

#### Технічні дисципліни
| Дисципліна         | Атлетка                                   | SB перед чемпіонатом | Кваліфікація | Кваліфікація | Фінал | Фінал |
| Результат          | Місце                                     | Результат            | Місце        |              |       |       |
| ------------------ | ----------------------------------------- | -------------------- | ------------ | ------------ | ----- | ----- |
| Стрибки у висоту   | Ярослава Магучіх Дніпропетровська область | 2,02                 |              |              |       |       |
| Юлія Левченко Київ | 1,98                                      |                      |              |              |       |       |